# 史弥遠
史 弥遠（し びえん）は、南宋中期の権臣。字は同叔。

## 生涯
両浙東路明州鄞県（現在の浙江省寧波市鄞州区）の出身。孝宗の治世に右丞相を務めた史浩の三男。淳熙6年（1179年）、蔭位により承事郎に任官し、淳熙8年（1181年）に宣義郎に補任された。淳熙14年（1187年）、科挙に及第して進士となり、紹熙年間には大理寺司直・太常寺主簿などを歴任。慶元2年（1196年）に再び大理寺司直に転任したのに次いで宮中教授を務めた。以後、枢密院編修官・工部郎官・宗政丞・池州知州・提挙浙西常平を経て、開禧元年（1205年）に国史院編修官・秘書少監・起居郎に就いた。
開禧2年（1206年）、平章軍国事であった韓侂冑が金との乾道和約を破棄して北伐に乗り出したが、史弥遠は出兵に反対した。開禧3年（1207年）に礼部侍郎となり、北伐に失敗した韓侂冑の罪状を弾劾し、和平派の領袖として楊皇后の意を受けて韓侂冑を粛清する政変を主導した。そして、韓侂冑の首を金に送って主戦派を抑え込んだ上で和約を成立させた。嘉定元年（1208年）正月、政変の論功行賞で知枢密院事に昇進し、同年6月には参知政事を兼ねた。10月に右丞相に任じられてから、母の服喪のためにしばらく都落ちをしたが、嘉定2年（1209年）5月に復職。韓侂冑の粛清に協力した銭象祖・衛涇らを取り除き、単独宰相として名実共に朝廷の大権を掌握するに至った。
内政においては、中書門下省・枢密院・諫官の要職に四木三凶と呼ばれた自らの側近・官僚を起用し、行政の実務を統制する方式で政権基盤を固めた。一方、慶元党禁以来の理学に対する弾圧を解除し、朱熹・趙汝愚らの名誉を回復させたり、爵禄を与えながら士大夫の世論を懐柔することにも腐心した。嘉定13年（1220年）、景献太子の死去に伴って、代わりに帝位継承者に内定された趙竑と不和になると、燕王趙徳昭の末裔にあたる趙昀（後の理宗）を入宮させた。嘉定17年（1224年）、寧宗の崩御に際して趙竑を廃し、理宗を擁立した。湖州へ追放された趙竑は謀反に巻き込まれ、史弥遠が送った余天錫により自害に追い込まれた。
宝慶元年（1225年）6月、太師・魏国公を加増されたが、太師の称号は固辞して受けなかった。さらに魯国公に改封。紹定3年（1230年）12月、理宗の詔勅により10日に1度だけ入朝し、政務を見ることができる礼遇が許された。紹定6年（1233年）10月、太師・左丞相を拝命され会稽郡王に進封したが、すぐに病没。死後、中書令が追贈されており、衛王に追封され、「忠献」と諡された。「独裁宰相」が登場した南宋を通じても、25年の執権は最も長いものだった。史弥遠の執政期は、重税と会子の濫発が触発した物価高による圧政に民衆は苦しめられ、文治主義が重んじられて軍事力が低下するという、宋滅亡の遠因が醸成された時代でもあった。